# Praça do Giraldo
A Praça de Giraldo é a principal praça da cidade de Évora e situa-se no centro histórico na freguesia de Santo Antão.
Formada como praça no século XIV, aqui se situavam os antigos Paços do Concelho e um arco romano, posteriormente demolido aquando da construção da Igreja de Santo Antão e do Chafariz da Praça do Giraldo. Aqui também se realizava o mercado da cidade.
Atualmente a praça é dominada pela Igreja de Santo Antão e pela sede do Banco de Portugal de Évora nos topos da praça.
A Praça de Giraldo é um ícone da cidade, um tributo a Geraldo Geraldes, o homem que conquistou Évora aos Mouros em 1167.